# Jabal es Saaïdé
Jabal es Saaïdé (în arabă جبل سعيدة), Jabal es Saaide, Jabal as Sa'idah, Jabal as Sa'īdah, Jebal Saaidé, Jebel Saaidé sau Jabal Saaidé este un munte din Liban, în apropiere de satul locuit Saaïdé, aproximativ la 12 kilometri (7,5 mi) nord-est de Baalbek, Liban.
Saaidé I și Saaidé II sunt situri arheologice notabile în această zonă. În vara anului 1966, Armata libaneză a săpat un șanț la Saaidé I și a recuperat multe unelte și litici, inclusiv seceri, șlefuitoare, răzuitoare, dalte, pungi și lame sugerate până acum PPNB sau PPNA. Jacques Besançon și Francis Hours au descoperit mai târziu un strat paleolitic sub nivelul neolitic, recuperând cuțite, vârfuri de săgeți, raclete și lame retușate împreună cu un fragment dintr-un topor de tăiat mic, plat.
Saaidé II, în dimensiune de aproape 0,25 hectarei (27.000 sq ft), a fost excavat pentru prima dată în 1969 de Bruce Schroeder de la Universitatea din Toronto care a găsit situl grav afectat de agricultura modernă. Investigațiile au recuperat o gamă largă de mortare și pistiluri, raclete, dălți, sonde, retușate microliți, microliți geometrici și non-geometrici. Un mormânt a fost găsit cu câteva fragmente minuscule de craniu de la un adult cu vârste cuprinse între 45 și 50 de ani. Fauna locală era formată din broaște țestoase, păsări (rață, gâscă, vultur) și mamifere (bursuc, râs, cerb, bou, gazelă, oi și capră). Jebal Saaidé este singurul sat pre-agricol găsit în Liban până în prezent. Locuitorii par să fi vânat diferite animale, inclusiv râs, cerb roșu, gazelă și unele păsări acvatice și migratoare. vultur) și mamifere (bursuc, râs, cerb, boi, gazelă, oi și capră). Jebal Saaidé este singurul sat pre-agricol găsit în Liban până în prezent.

## Literatură
- Besançon, J. Hours, F,. Une coupe dans le quaternaire récent. Saaidé I (Beqaa centrale, Liban), Hannon, 5, 29–61, 1970.
- Hours, F,. L'épipaléolithique au Liban. Resultats acquis en 1975, Colloque III, UISPP 1976, 9ème Congrès de l'UISPP, Nice, 130–196, 1976.
- Schroeder, H.B., Natufian in the Central Béqaa Valley, Lebanon, Bar-Yosef and Valla (eds.) 1991, The Natufian Culture in the Levant, 43–80, International Monographs in Prehistory, 1991.
- Copeland, L., Natufian Sites in Lebanon, Bar-Yosef and Valla (eds.) 1991, The Natufian Culture in the Levant, 27–42,International Monographs in Prehistory, 1991
- Ofer Bar-Yosef, François Raymond Valla,. The Natufian culture in the Levant, International Monographs in Prehistory, 1991.
- Soliveres, O., « Restes humains natoufiens du Jebal Saaidé (Epipaléolithique du Liban) », Paléorient, 3, p. 293-294, 1975-1976-1977.
- Churcher, P., « The vertebrate fauna from the Natufian level at Jebel es-Saaïde (Saaïde II), Lebanon », Paléorient, 20/2, p. 35-58, 1994,